# فيكتوريا ايزاكوفا
فيكتوريا ايزاكوفا (بالروسية: Виктория Евгеньевна Исакова)‏ هي ممثلة روسية، ولدت في 12 أكتوبر 1976 في روسيا.

## وصلات خارجية
- فيكتوريا ايزاكوفا على موقع IMDb (الإنجليزية)
- فيكتوريا ايزاكوفا على موقع ألو سيني (الفرنسية)
- فيكتوريا ايزاكوفا على موقع قاعدة بيانات الفيلم (الإنجليزية)
- فيكتوريا ايزاكوفا على موقع كينوبويسك (الروسية)